# N11 (Ierland)
De N11 is een 135 km lange weg in Ierland.
De weg loopt van Dublin naar Wexford.
De weg loopt langs Bray, Greystones, Wicklow, Arklow en Gorey om uiteindelijk ten zuiden van Wexford aan te sluiten op de N25 naar Rosslare. De weg is tevens onderdeel van de E-01. De N11/M11 verbindt als vierbaansautoweg of -snelweg de stad Dublin verbinden met Gorey in County Wexford.
De weg vormt een belangrijke route voor het forenzenverkeer tussen de voorsteden van Dublin en de stad. Omdat de weg met 2×2 rijstroken die zowel door het zuiden en oosten van Dublin als langs de voorsteden van Dublin loopt is hij dus altijd erg druk.

## Originele route in Dublin

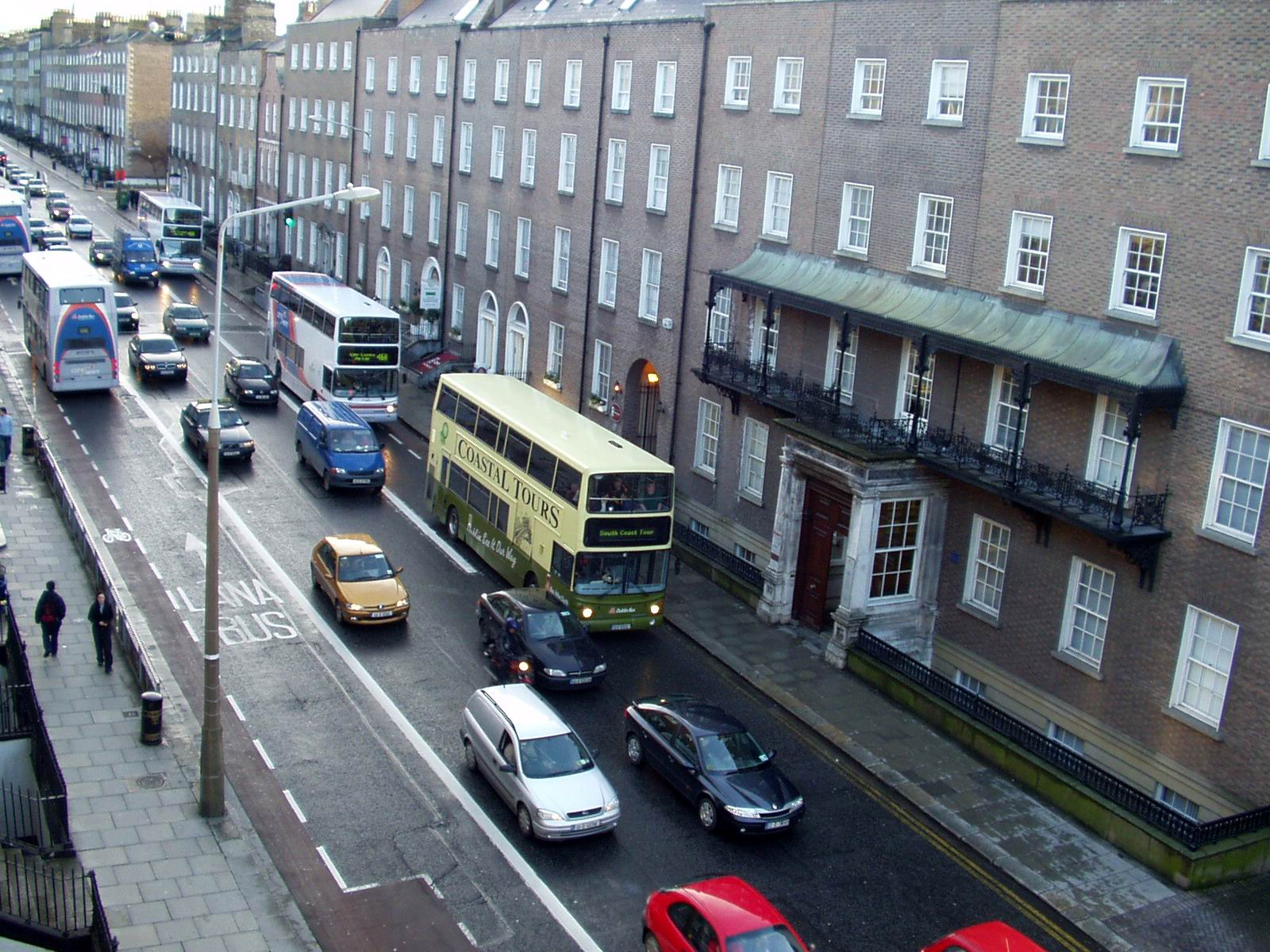
De voormalige N11, nu R138, gezien in zuidelijke richting op Leeson Street

De N11 liep hier over uit de N4 die ten zuiden van de O'Connell Bridge in het centrum van Dublin begon. 
De weg liep via verschillende smalle eenrichtingsstraten en soms via brede vierbaanswegen naar de wijk Donnybrook waar bij de Donnybrook Church de Stillorgan Road begon.
Via de Stillorgan Road liep de weg door Belfield, waar de University College Dublin ligt, die via een ongelijkvloerse kruising bereikt wordt, (de eerste ongelijkvloerse kruising in Ierland) en verderop de kruising met Mount Merrion Avenue.
Dit vroegere gedeelte van de N11 is nu een deel van de R138.

## Huidig beginpunt van de N11
De N11 begint tegenwoordig in Mount Merrion op een kruispunt met de N31 naar de haven van Dún Laoghaire.
Vanaf hier loopt de weg de in zuidelijke richting naar Stillorgan village. De N11 passeert Stillorgan village aan de oost kant als een autoweg met 2×2 rijstroken die door Galloping Green, ten oosten van Leopardstown en Foxrock langs. Vervolgens via de rondweg van Cabinteely en als deel van de Bray Road loopt de N11 via Loughlinstown en Shanganagh naar het noorden van Shankill waar de M11 verdergaat als de Bray/Shankill Bypass.
De gehele lengte van het Dublinse gedeelte van de N11 heeft vanaf Mount Merrion tot de rotonde van Loughlinstownt een HOV-busbaan. De Dublinse buslijn 46A rijdt over deze busbaan tot aan Foxrock Church.

## Route door Wicklow en Wexford
Ten westen van Bray in County Wicklow eindigt de snelweg en gaat de N11 verder als een gewone autoweg met 2×2 rijstroken door de Glen of the Downs.
Het opwaarderen van de weg door de Glen of the Downs was controversieel, omdat het een dicht bebost gebied is. De uitbouw van de weg zou ten kosten gaan van veel bomen. Vooral vanwege protesten van milieuactivisten leidden tot grote vertraging van de verbreding van dit gedeelte van de N11, maar het werk werd uiteindelijk voltooid met minimale schade aan de bossen. Na Glen of the Downs vervolgt de route van de N11 in zuidelijke richting de rondweg van Kilpedder en Newtownmountkennedy. Vanaf afrit 14 wordt de weg weer M11 en passeert Ashford, Rathnew en Arklow, waar sinds januari 1999 een autoweg met 2×2 rijstroken werd geopend, welke in augustus 2009 omgevormd werd tot snelweg. 

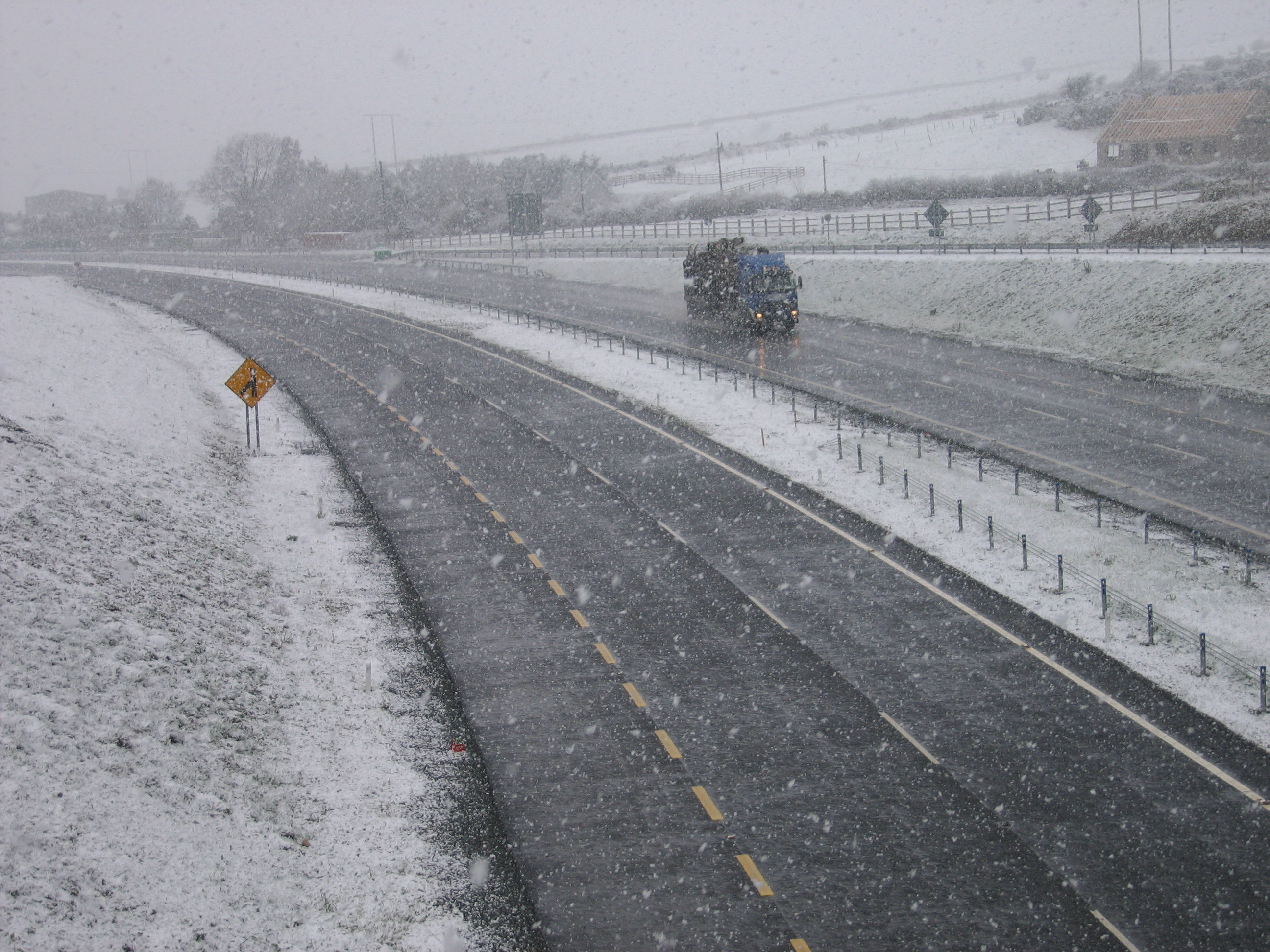
Blackhill Road ten westen van Wicklow, ongenummerd naar M11 sinds 2009

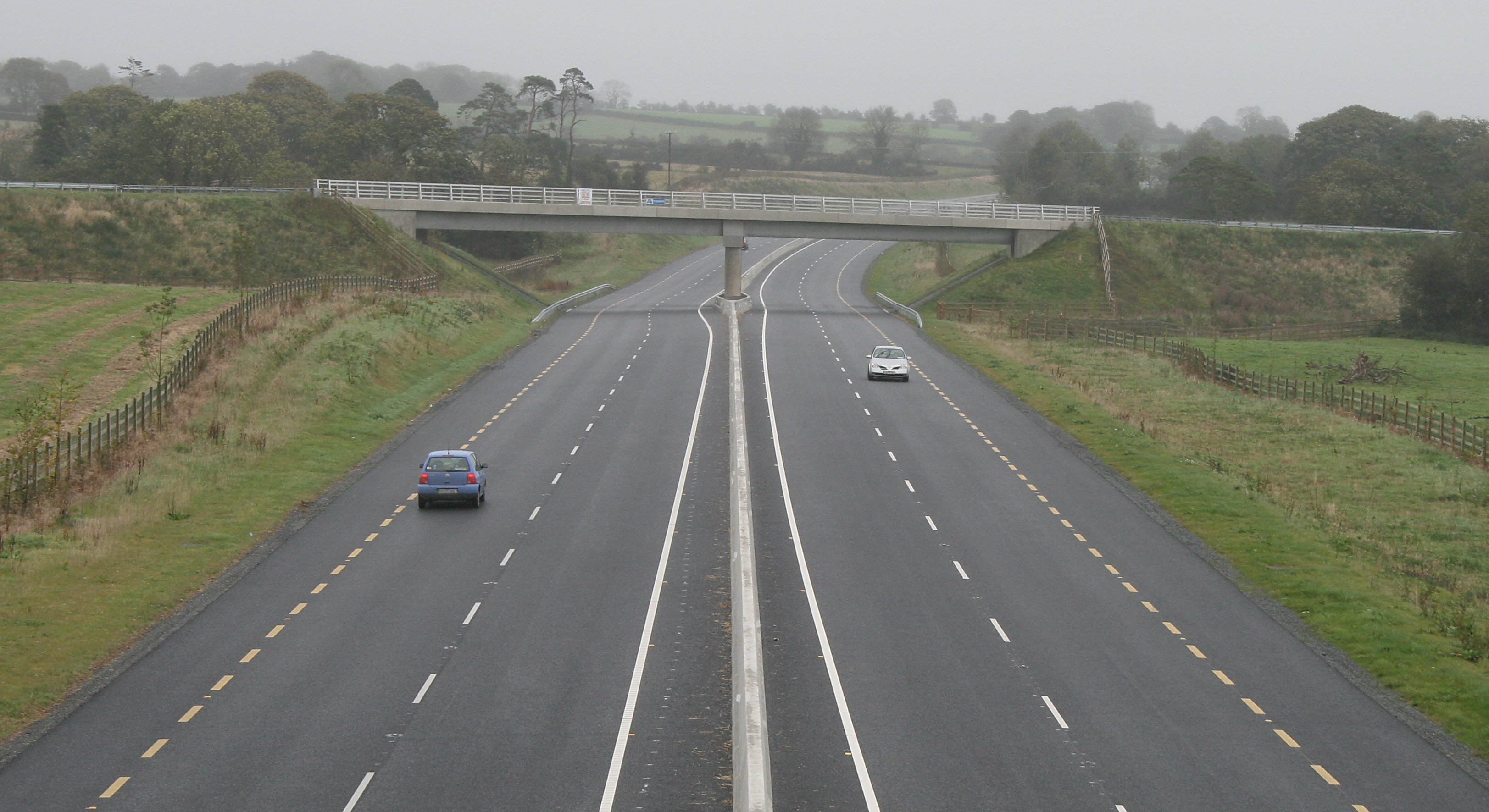
Gorey Bypass, omgenummerd naar M11 sinds 2009

Net ten noorden van Inch, komt de M11 County Wexford binnen. De route loopt verder in zuidelijke richting en komt langs Gorey en Clough. Ook dit gedeelte werd omgevormd tot snelweg vanaf 28 augustus 2009. De voormalige N11 tussen Arklow en Gorey is nu genummerd als R772. Ten zuiden van Enniscorthy eindigt de snelweg op een rotonde. Verder naar het zuiden loopt de N11 door Oilgate, County Wexford en verder door Ferrycarrig en over de rivier de Slaney om op een rotonde met de westelijke rondweg van Wexford met de N25 vanuit Waterford aan te sluiten. Nieuwbouw van dit laatste gedeelte van de N11 is in planning.

## Upgrades
De N11 is langzamerhand omgebouwd van een enkelbaans- naar een vierbaansweg sinds 1950, met recentelijk tussen 1990 en 2016 de meeste verbredingen. Het allereerste stukje vierbaansweg in Ierland werd reeds in de jaren 50 van de 20e eeuw aangelegd ten zuiden van Dublin. In de jaren 70 van de 20e eeuw werden er kort na elkaar korte stukjes 2×2 autoweg aangelegd bij Loughlinstown, ten westen van Bray. Deze periode eindigde met de opening van de rondweg van Stillorgan in oktober 1979. Sinds die tijd zijn de stukken verbonden door uitbreidingen van de 2×2 autoweg.

### Openstellingsgeschiedenis
- 1970: Kilcroney: Rondweg van Kicroney 2×2 autoweg (met ongelijkvloerse kruisingen) tussen Fasseroe en Kilmacanogue, ten westen van Bray. 3 km.
- 1972: Rondweg van Kilpedder: 2×2 autoweg (met gelijkvloerse kruisingen) met een tunnel, de eerste tunnel in Ierland. 2 km.
- 1974: Belfield flyover: een zesbaans stuk weg met gescheiden rijbanen. 2 km. Tegenwoordig onderdeel van de R138.
- 1976: Uitbreiding in beide richtingen van het gedeelte bij Belfield naar 2×3 rijstroken met meerdere gelijkvloerse kruisingen voor lokale aansluitingen.
- 1977: Rondweg van Stillorgan: 2×2 autoweg met gelijkvloerse aansluiting en een vluchtstrook ten zuiden van Dublin, ter vervanging van de uit de jaren 50 van de 20e eeuw stammende 2×2 autoweg bij Galloping Green. 3 km.
- 1979: Opening van de rondweg van Stillorgan met 2×2 rijstroken en ongelijkvloerse kruisingen.
- 1984: Rondweg van Cabinteely en Cornelscourt: 2×2 autoweg met gelijkvloerse kruisingen met een vluchtstrook. 2 km.
- 1986: Tussen de White's Cross (Dublin) en de rondweg Cabinteely: weg met 2×2 rijstroken uit 1960 vervangen door een 2×2 autoweg met ongelijkvloerse kruisingen en vluchtstroken. 1 km.
- 1990: Rondweg van Newtownmountkennedy: 2×2 autoweg met ongelijkvloerse kruisingen. 5 km.
- 1991: M11 Bypass Bray-Shankill. Snelweg sinds de jaren 60 van de 20e eeuw en de vierbaansweg bij Loughlinstown tot en met de vierbaansomlegging bij Kilcroney (1970). 5 km.
- 1993: Fasseroe Bridge: ongelijkvloerse kruising aan het eind van de M11/Begin van de rondweg Kilcroney.
- 1995: Ram Bridge: ongelijkvloerse aansluiting waarmee het zuiden van Bray aangesloten werd op de N11.
- 1999: Rondweg van Arklow met 2×2 rijstroken en ongelijkvloerse kruisingen (omgevormd tot snelweg in 2009). 10 km.
- 2003: Glen of the Downs: 2×2 autoweg samen met de 2×2 autoweg om Kilmacanogue tot en met de rondweg van Kilpedder uit 1972. 5 km.
- 2004: Vernieuwing van de 2×2 rondweg bij Loughlinstown: oude weg uit de jaren 60 van de 20e eeuw vervangen en een ongelijkvloerse kruising met de R118 aangelegd. 3 km.
- 2004: Rondweg van Ashford en Rathnew: 2×2 autoweg met ongelijkvloerse kruisingen. 14 km. (gedeeltelijk opgewaardeerd tot snelweg in 2009).
- 2007: Rondweg van Gorey: 2×2 autoweg met ongelijkvloerse kruisingen 22 km. (opgewaardeerd tot snelweg in 2009).
- 2008: ongelijkvloerse kruising aangelegd om de nieuwe R774 naar Greystones aan te sluiten op de rondweg van Kilpedder (1972).
- 2009: Ahford-Rathnew: Ombouw tot snelweg. 14 km.
- 2015: Arklow-Rathnew: aanleg van een 14 km lange 2×2 autoweg van Rathnew naar Arklow. De aanleg startte in 2013. De weg werd 13 juli 2015 geopend voor het verkeer.[1] Sinds de weg gereed is gekomen in 2015, als 2×2 autoweg of snelweg loopt hij nu vanaf Donnybrook bij centraal Dublin tot net iets ten zuiden van Clogh in County Wexford. Als de weg geheel gereed is zal er gaan tol geheven worden.
- 2019: Enniscorthy Bypass: Vervanging van het deel van de N11 nabij Enniscorthy door de snelweg M11. 27 km.

De aanleg van de N11 als 2×2 rondweg van Oilgate deze zal beginnen als verlenging van het toekomstige rondweg van Enniscorthy en eindigen aan de N25 nabij Wexford.
Een nieuw stuk N25 zal dan de upgrade van de E1 tussen de M50 en Rosslare Harbour completeren.
Als alles volgens planning was verlopen waren er nu geen enkelbaansstukken meer van de N11.